# 6329 Хіконедзьо
6329 Хіконедзьо (6329 Hikonejyo) — астероїд головного поясу, відкритий 12 березня 1992 року.
Тіссеранів параметр щодо Юпітера — 3,611.